# Gaze (festival de cinéma)

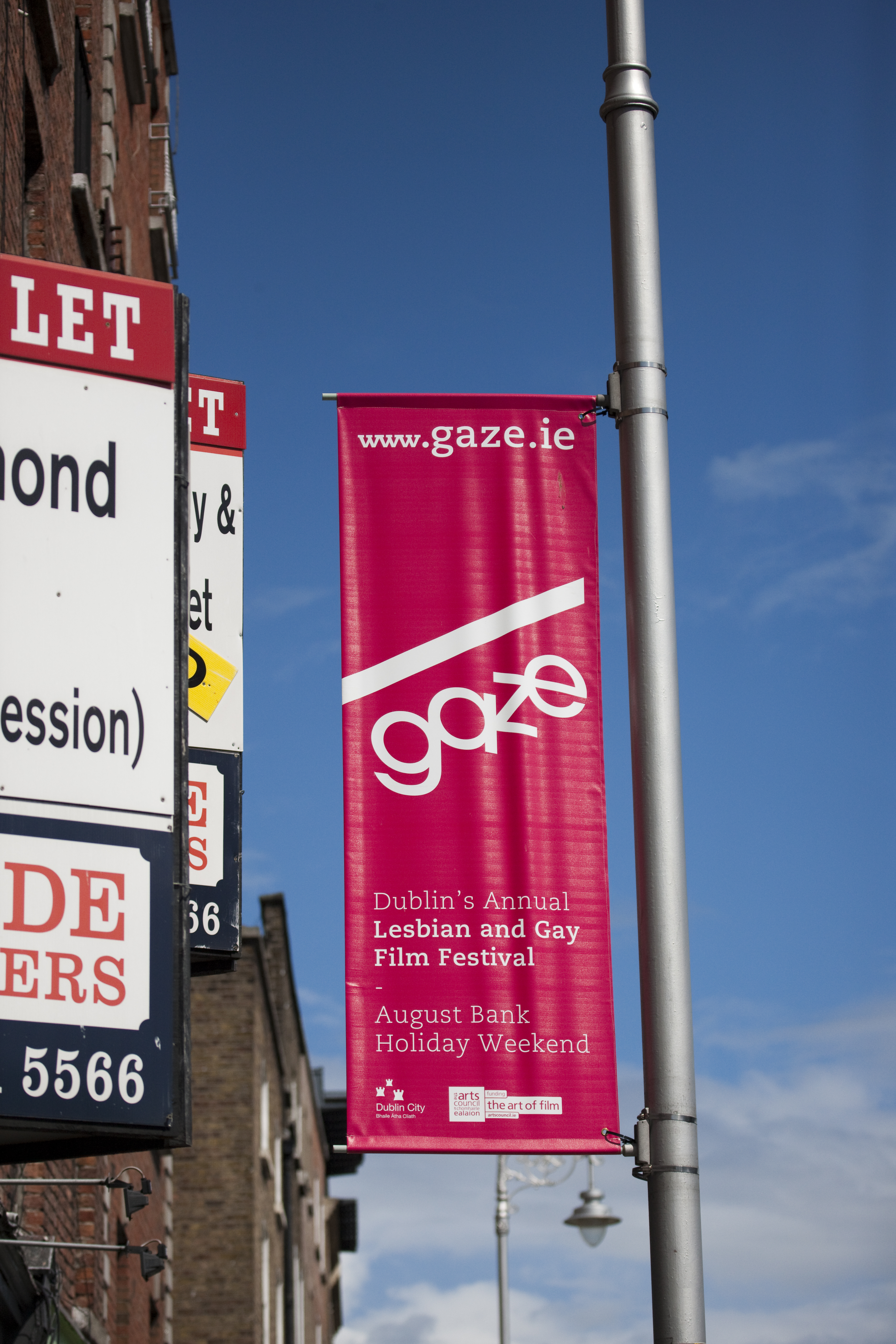
Oriflamme promotionelle du festival

Pour les articles homonymes, voir Gaze (homonymie).
Gaze (stylisé GAZE), anciennement Festival du film gay et lesbien de Dublin, est un festival de cinéma LGBT fondé en 1992 et ayant lieu chaque année à Dublin. C'est l'événement LGBT le plus important de la ville avec la Dublin Pride.